# Ibrolipim
El ibrolipim (NO-1886) es un fármaco que disminuye el colesterol de la familia de las estatinas, que actúa como activador de la lipoproteinlipasa. El descubrimiento de los inhibidores de la síntesis de ácido mevalónico "estatina" enfocó una nueva atención en el control de los niveles de lípidos en la sangre como una medida para evitar enfermedades del corazón. Se han encontrado varios compuestos que tratan los niveles elevados de lípidos mediante otros mecanismos diversos. Se cree que el derivado de ácido fosfónico, ibrolipim, disminuye dichos niveles acelerando la oxidación de ácidos grasos